# Europamästerskapen i friidrott 2024 – Damernas diskus
Damernas diskus vid europamästerskapen i friidrott 2024 avgjordes mellan den 7 och 8 juni 2024 på Olympiastadion i Rom i Italien.
Guldet togs av kroatiska Sandra Elkasević efter ett kast på 67,04 meter. Silvret togs av nederländska Jorinde van Klinken och bronset togs av portugisiska Liliana Cá.

## Rekord
| Rekord inför EM 2024 | Rekord inför EM 2024    | Rekord inför EM 2024 | Rekord inför EM 2024        | Rekord inför EM 2024 |
| -------------------- | ----------------------- | -------------------- | --------------------------- | -------------------- |
| Världsrekord         | Gabriele Reinsch (GDR)  | 76,80 m              | Neubrandenburg, Östtyskland | 9 juli 1988          |
| Europarekord         | Gabriele Reinsch (GDR)  | 76,80 m              | Neubrandenburg, Östtyskland | 9 juli 1988          |
| Mästerskapsrekord    | Diana Gansky (GDR)      | 71,36 m              | Stuttgart, Västtyskland     | 28 augusti 1986      |
| Världsårsbästa       | Yaimé Pérez (CUB)       | 73,09 m              | Ramona, USA                 | 13 april 2024        |
| Europaårsbästa       | Marike Steinacker (GER) | 67,31 m              | Wiesbaden, Tyskland         | 11 maj 2024          |

## Program
Alla tider är lokal tid (UTC+1)
| Datum       | Tid   | Omgång |
| ----------- | ----- | ------ |
| 7 juni 2024 | 12:15 | Kval   |
| 8 juni 2024 | 21:37 | Final  |

## Resultat

### Kval
Kvalregler: Kast på minst 62,50 meter 0Q0 eller de 12 friidrottare med längst kast 0q0 gick vidare till finalen.
| Placering | Grupp | Namn                       | Nationalitet  | #1    | #2    | #3    | Distans | Noteringar |
| --------- | ----- | -------------------------- | ------------- | ----- | ----- | ----- | ------- | ---------- |
| 1         | A     | Sandra Elkasević           | Kroatien      | 58,54 | 65,62 |       | 65,62   | 0Q0        |
| 2         | A     | Jorinde van Klinken        | Nederländerna | 56,11 | 65,12 |       | 65,12   | 0Q0, 0SB0  |
| 3         | A     | Liliana Cá                 | Portugal      | 64,72 |       |       | 64,72   | 0Q0, 0SB0  |
| 4         | B     | Marike Steinacker          | Tyskland      | 59,98 | 59,61 | 63,30 | 63,30   | 0Q0        |
| 5         | A     | Shanice Craft              | Tyskland      | 62,44 | x     | x     | 62,44   | 0q0        |
| 6         | B     | Mélina Robert-Michon       | Frankrike     | 59,68 | 60,71 | 61,90 | 61,90   | 0q0        |
| 7         | B     | Irina Rodrigues            | Portugal      | 60,43 | 61,32 | 58,28 | 61,32   | 0q0        |
| 8         | B     | Caisa-Marie Lindfors       | Sverige       | 59,89 | 61,22 | x     | 61,22   | 0q0        |
| 9         | B     | Claudine Vita              | Tyskland      | 60,46 | 60,96 | x     | 60,96   | 0q0        |
| 10        | A     | Vanessa Kamga              | Sverige       | x     | 59,26 | 60,88 | 60,88   | 0q0        |
| 11        | B     | Marija Tolj                | Kroatien      | 57,72 | 60,67 | 60,65 | 60,67   | 0q0        |
| 12        | B     | Alexandra Emilianov        | Moldavien     | 60,65 | x     | x     | 60,65   | 0q0        |
| 13        | A     | Daisy Osakue               | Italien       | 60,10 | 58,48 | 60,03 | 60,10   |            |
| 14        | A     | Daria Zabawska             | Polen         | 56,88 | 59,02 | 58,66 | 59,02   |            |
| 15        | B     | Lisa Brix Pedersen         | Danmark       | 51,62 | 57,64 | x     | 57,64   |            |
| 16        | A     | Amanda Ngandu-Ntumba       | Frankrike     | 56,78 | 57,07 | 56,03 | 57,07   |            |
| 17        | A     | Stefania Strumillo         | Italien       | 57,04 | 53,81 | 55,18 | 57,04   |            |
| 18        | A     | Lucija Leko                | Kroatien      | 53,50 | 56,97 | 52,70 | 56,97   | 0PB0       |
| 19        | A     | Ieva Gumbs                 | Litauen       | 53,48 | 56,56 | 54,67 | 56,56   |            |
| 20        | A     | Annesofie Hartmann Nielsen | Danmark       | 55,72 | x     | 55,73 | 55,73   |            |
| 21        | B     | Özlem Becerek              | Turkiet       | x     | 53,52 | 55,73 | 55,73   |            |
| 22        | B     | Weronika Muszyńska         | Polen         | 55,62 | x     | 53,02 | 55,62   |            |
| 23        | A     | Karolina Urban             | Polen         | 55,47 | x     | 54,21 | 55,47   |            |
| 24        | A     | Helena Leveelahti          | Finland       | x     | 55,22 | 52,66 | 55,22   |            |
| 25        | B     | Salla Sipponen             | Finland       | 54,58 | 54,24 | 54,92 | 54,92   | 0=SB0      |
| 26        | B     | Dóra Kerekes               | Ungern        | 52,92 | 47,08 | 51,15 | 52,92   |            |
| 27        | B     | Emma Ljungberg             | Sverige       | 51,98 | x     | x     | 51,98   |            |
| 28        | B     | Emily Conte                | Italien       | x     | x     | x     | NM      |            |

### Final
Resultaten reviderades efter att det fastställts att det tredje försöket av Vanessa Kamga felaktigt registrerats då det skulle ha varit "närmare 60 meter än den registrerade distansen". Om det registrerats korrekt hade Kamga inte varit bland de åtta bästa efter de tre första omgångarna och inte kvalificerat sig för de tre sista kasten. Hennes fjärde, femte och sjätte kast annullerades därefter och hennes ursprungliga femteplats ändrades till en nionde plats.
| Placering | Namn                 | Nationalitet  | #1    | #2    | #3    | #4    | #5    | #6    | Distans | Noteringar |
| --------- | -------------------- | ------------- | ----- | ----- | ----- | ----- | ----- | ----- | ------- | ---------- |
| 1         | Sandra Elkasević     | Kroatien      | 67,04 | x     | 65,40 | 66,34 | x     | 62,25 | 67,04   | 0SB0       |
| 2         | Jorinde van Klinken  | Nederländerna | 61,68 | 63,21 | 64,47 | 63,37 | x     | 65,99 | 65,99   | 0SB0       |
| 3         | Liliana Cá           | Portugal      | 61,42 | 64,53 | x     | 61,43 | x     | 63,09 | 64,53   |            |
| 4         | Irina Rodrigues      | Portugal      | 62,09 | 60,78 | 62,76 | 62,23 | x     | 61,28 | 62,76   |            |
| 5         | Claudine Vita        | Tyskland      | 60,45 | 61,59 | 62,65 | 61,99 | 62,52 | x     | 62,65   |            |
| 6         | Shanice Craft        | Tyskland      | 59,51 | 60,28 | 61,73 | x     | 59,93 | 60,05 | 61,73   |            |
| 7         | Mélina Robert-Michon | Frankrike     | 60,87 | 60,53 | 60,70 | 61,65 | 59,87 | x     | 61,65   |            |
| 8         | Marija Tolj          | Kroatien      | 60,76 | 61,27 | x     | 61,42 | x     | x     | 61,42   |            |
| 9         | Vanessa Kamga        | Sverige       | 60,62 | x     | 61,68 | 62,71 | x     | 61,28 | 60,62   | 0PB0       |
| 10        | Caisa-Marie Lindfors | Sverige       | 59,31 | 60,28 | x     |       |       |       | 60,28   |            |
| 11        | Alexandra Emilianov  | Moldavien     | 60,24 | x     | 59,30 |       |       |       | 60,24   |            |
| 12        | Marike Steinacker    | Tyskland      | x     | 59,72 | 52,62 |       |       |       | 59,72   |            |